# Гликосома

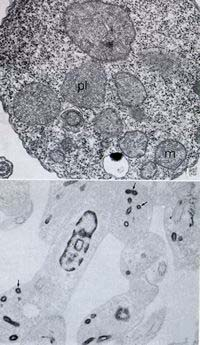
Гликосомы трипаносом

Гликосо́ма (англ. Glycosome) — органелла, окружённая мембраной и содержащая ферменты гликолиза. Термин был введён Скотом и Стиллом в 1968 году, когда они показали, что гликоген, содержащийся в клетке, есть не статичная, а динамичная молекула. Гликосома имеется у нескольких видов протистов, а именно у ряда представителей класса кинетопластид (Kinetoplastea), среди которых есть возбудители таких болезней человека, как сонная болезнь, болезнь Шагаса и лейшманиоз. Органелла окружена одной мембраной и содержит плотный белковый матрикс. Считается, что она произошла от пероксисомы. Эта точка зрения была подтверждена работами по генетике лейшманий (Leishmania). В настоящее время разрабатываются лекарства, действующие на функционирование гликосом.
Термином «гликосома» также обозначают гликогенсодержащие структуры, найденные в гепатоцитах и необходимые для запасания сахара, однако эти структуры не окружены мембраной.

## Структура гликосом в гепатоцитах
Гликосомы состоят из гликогена и белков. Белки в основном представлены ферментами, участвующими в метаболизме гликогена. Эти ферменты и гликоген образуют комплекс, составляющий отдельную органеллу. Белки гликосом синтезируются свободными цитоплазматическими рибосомами. Они содержат особую сигнальную аминокислотную последовательность, направляющую их в гликосомы. Гликосомы, как правило, имеют округлую или овальную форму, а их размер варьирует от клетки к клетке. Гликоген, содержащийся в гликосомах, идентичен тому гликогену, который свободно располагается в цитоплазме. Гликосомы могут быть ассоциированы с разнообразными органеллами и даже прикреплёнными к ним. Так, было обнаружено, что они могут быть прикреплены к миофибриллам, митохондриям, шероховатому эндоплазматическому ретикулуму (ЭПР), полирибосомам и аппарату Гольджи. Функциональные различия между гликосомами могут быть определены органеллами, к которым они прикреплены; например, гликосомы, связанные с миофибриллами, косвенно снабжают миозин энергией. Гликосомы, прикреплённые к ЭПР, могут использовать содержащуюся в нём гликогенсинтазу, фосфатазы и фосфорилазы. В гликосомах присутствует гликогенин — белок, с которого начинается синтез гликогена, а также ферменты биосинтеза гликогена.

## Функции гликосом протистов
Гликосомы участвуют во многих метаболических процессах клетки. Основная функция гликосом — осуществление гликолиза. В гликосоме находятся все ключевые ферменты гликолиза, однако гликолиз не протекает полностью в цитоплазме. Собственно получение ATP внутри гликосом не происходит, это происходит вне гликосомы в цитоплазме. В гликосомах глюкоза превращается в 3-фосфоглицерат, при этом NAD+ восстанавливается внутри гликосомы. Другой важный процесс, протекающий в гликосомах, — «спасение» пуриновых нуклеотидов (англ. purine salvage), в ходе которого нуклеотиды снова образуются из промежуточных соединений своих путей деградации. Этот процесс имеет важное значение, так как клетки паразитических простейших, содержащих гликосомы, неспособны к синтезу нуклеотидов de novo. У других организмов ферменты «спасения» нуклеотидов находятся в цитоплазме. Гликосомы содержат такие ферменты метаболизма нуклеотидов, как гуанин- и аденинфосфорибозилтрансфераза, гипоксантин:гуанин-фосфорибозилтрансфераза и ксантинфосфорибозилтрансфераза. Все эти ферменты содержат на С-конце сигнальную последовательность, направляющую их в глиоксисомы. В гликосомах также протекает синтез эфирных липидов (англ. Ether lipids) и β-окисление жирных кислот.

## Типы гликосом в гепатоцитах
Существует два типа гликосом: лиогликосомы и десмогликосомы (англ. lyoglycosomes and desmoglycosomes). Они различаются по тому, с какими органеллами они связаны, а также по количеству в клетке. Показано, что в здоровых клетках больше лиогликосом, а в клетках, находящихся в состоянии стресса, — десмогликосом. Лиогликосомы — это гликосомы, располагающиеся в цитозоле свободно. Они менее электроноплотные, чем десмогликосомы, и нередко располагаются цепочками. Поскольку лиогликосомы располагаются свободно, их можно выделить с помощью кипящей воды. Десмогликосомы связаны с другими органеллами и структурами клетки. Как отмечалось выше, они могут быть связаны с такими органеллами, как миофибриллы, митохондрии и ЭПР. Десмогликосомы не образуют скоплений и не связаны друг с другом. Из-за большого количества белков десмогликосомы выглядят более электроноплотными, чем лиогликосомы. Из-за связи с другими органеллами десмолгликосомы не поддаются выделению с помощью кипящей воды.

## Происхождение гликосом протистов

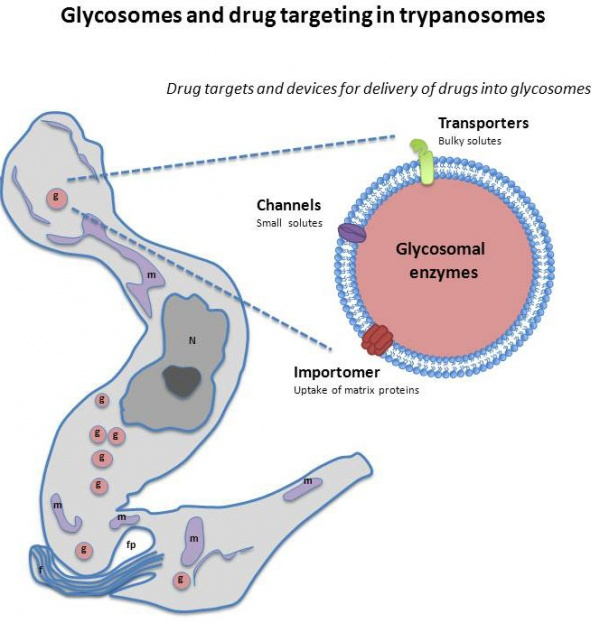
Благодаря наличию пор в мембране гликосомы, препарат может попасть в гликосому и погубить Trypanosoma brucei

Гликосомы — это наиболее специализированная органелла среди органелл, произошедших от пероксисомы. Пероксисомы высших эукариот очень похожи на гликосомы, а также глиоксисомы, имеющиеся у некоторых растений и грибов. Гликосома похожа на них основными чертами строения, такими как наличие одной мембраны и плотный белковый матрикс. Показано, что некоторые метаболические процессы, происходящие в пероксисомах, имеют место и в гликосомах трипаносом. Кроме того, сигнальная последовательность импорта белков в гликосомы очень похожа на аналогичную последовательность белков пероксисом. Кроме того, последовательности белков гликосом и пероксисом похожи не только в области сигнальных последовательностей. В гликосомах были обнаружены белки, похожие на белки пластид, поэтому было высказано предположение, что когда-то произошёл горизонтальный перенос генов от фотосинтезирующего организма, и белки этих генов обнаруживаются в современных пероксисомах и гликосомах. Как и пероксисомы, собственного генома гликосомы не имеют.

## Клиническое значение гликосом протистов
В отличие от пероксисом, большинству трипаносом, имеющим гликосомы, они жизненно необходимы. Поэтому разрабатываются лекарства, подавляющие работу гликосом. Гликосомы не функционируют в отсутствие особо важных ферментов. Эти ферменты участвуют в синтезе эфирных липидов и β-окислении некоторых жирных кислот. В отсутствие гликосомы эти ферменты попадают в цитозоль, где разрушаются. Эфирные липиды необходимы паразитам для замыкания жизненного цикла. Гликосомный гликолиз нужен паразитам в стрессовых ситуациях, когда ATP нет, но соединения, подвергающиеся гликолизу, присутствуют. Поэтому препараты, влияющие на гликосомы, могли бы стать эффективным средством против паразитарных болезней.